# Refuge faunique national de Cache River
Le refuge faunique national de Cache River (anglais : Cache River National Wildlife Refuge) est une aire protégée répertoriée par la convention de Ramsar de l'Arkansas, aux États-Unis. Cette zone humide de 223 km2, incluse dans le réseau des National Wildlife Refuge, est gérée par la United States Fish and Wildlife Service.

## Situation géographique
Le refuge s'étend sur des plaines inondées, le long de près 100 km de rive de la rivière Cache de l'Arkansas, de la source de la Cache près de la ville de Clarendon à la ville de Grubbs, sur les comtés de Jackson, Woodruff, Prairie et de Monroe. 134 km2 de ce refuge sont des forêts marécageuses, 17 km2 sont des surfaces cultivées et 30 km2 de zone reboisée, le reste étant occupé par des étendues d'eau.
Ce refuge jouxte d'autres zones protégées comme le Bald Knob National Wildlife Refuge et le Hurricane Lake State Wildlife Management Area.

## Histoire
Cette zone a été protégée à partir de 1986, mais seul 81,376 ha sont inscrits sur la liste de la convention Ramsar en 1989. Dès lors les prix des terres privées adjacentes ont plus que doublé. Le refuge continue de croître à mesure que les terres périphériques sont acquises par l'administration au fil du temps.

## L'environnement
C'est une zone importante par les oiseaux d'eau, plus de 240 espèces d'oiseaux comme des canards, des oies, des échassiers, dont bon nombre sont migrateurs y sont répertoriées. Cette zone est plus particulièrement importante pour les anatidés nord-américains. Cette zone est considérée comme un des derniers habitats du Pic à bec ivoire, espèce supposée depuis 1945, et jusqu'au 29 avril 2005, éteinte.

Le refuge abrite plus de 50 espèces de mammifères dont des cerfs, le raton laveur, le lynx roux et la loutre de rivière. On y trouve également 48 espèces de reptiles et d'amphibiens.

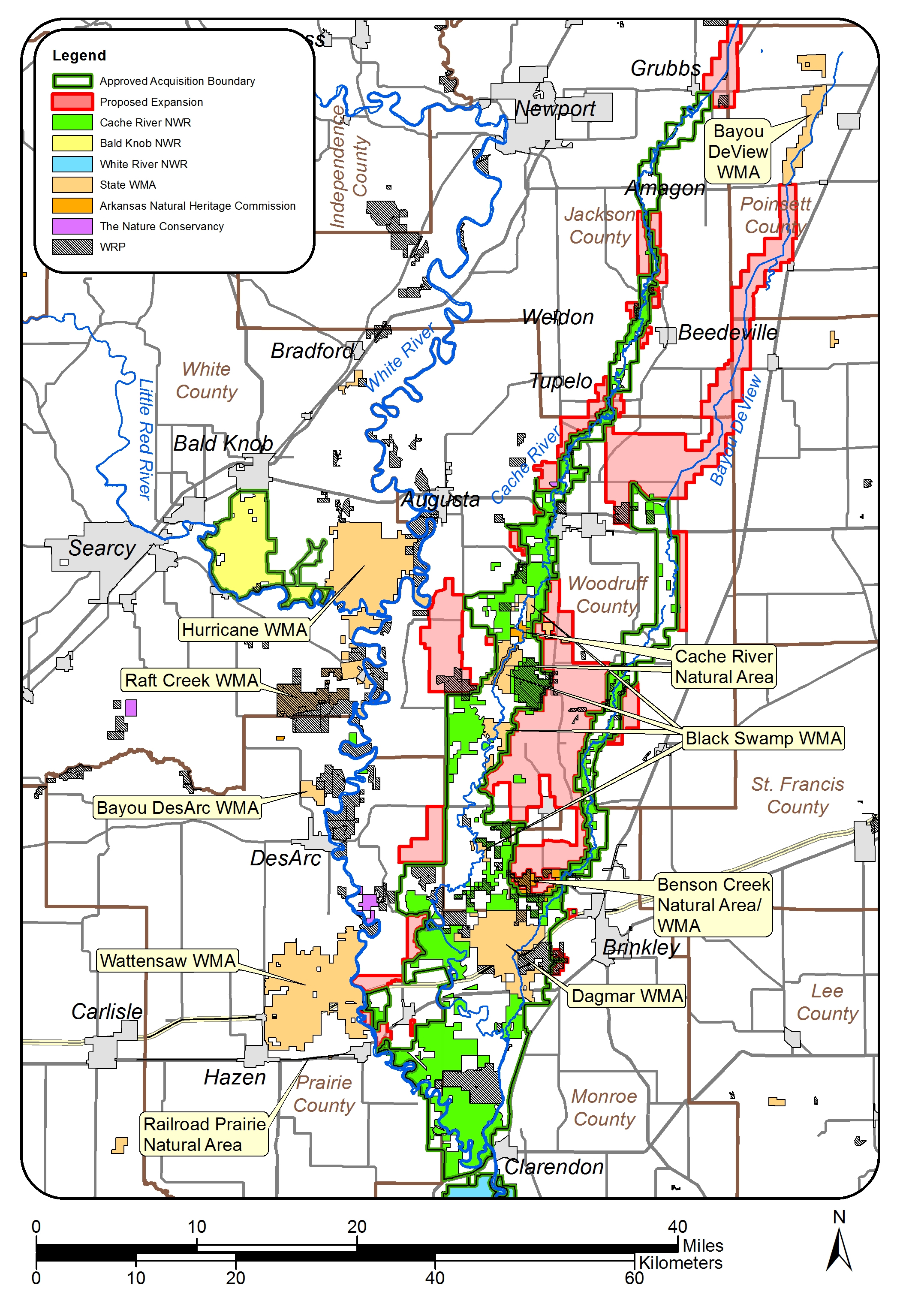
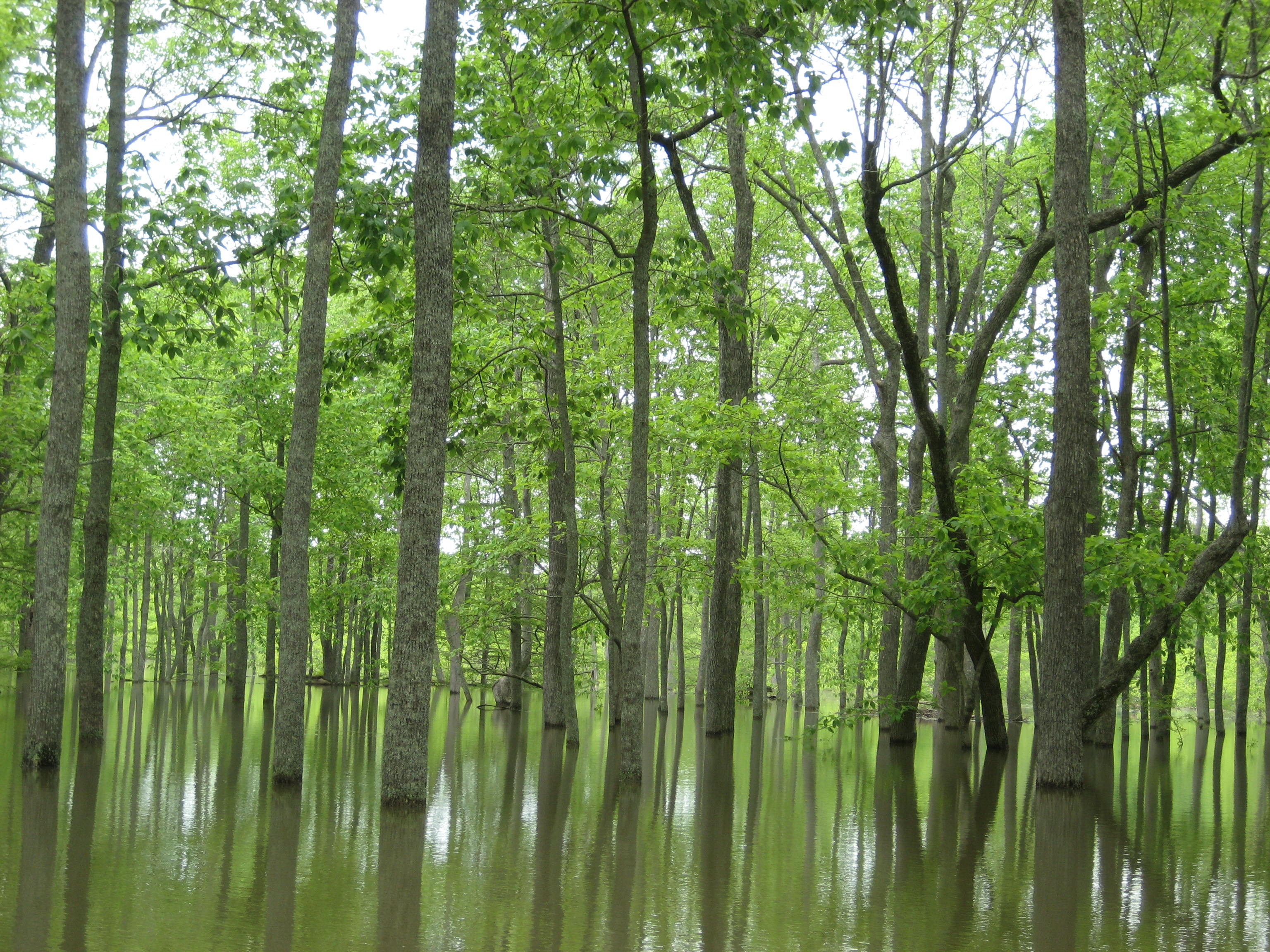
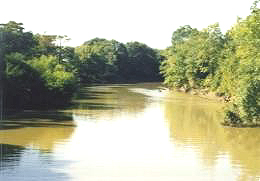
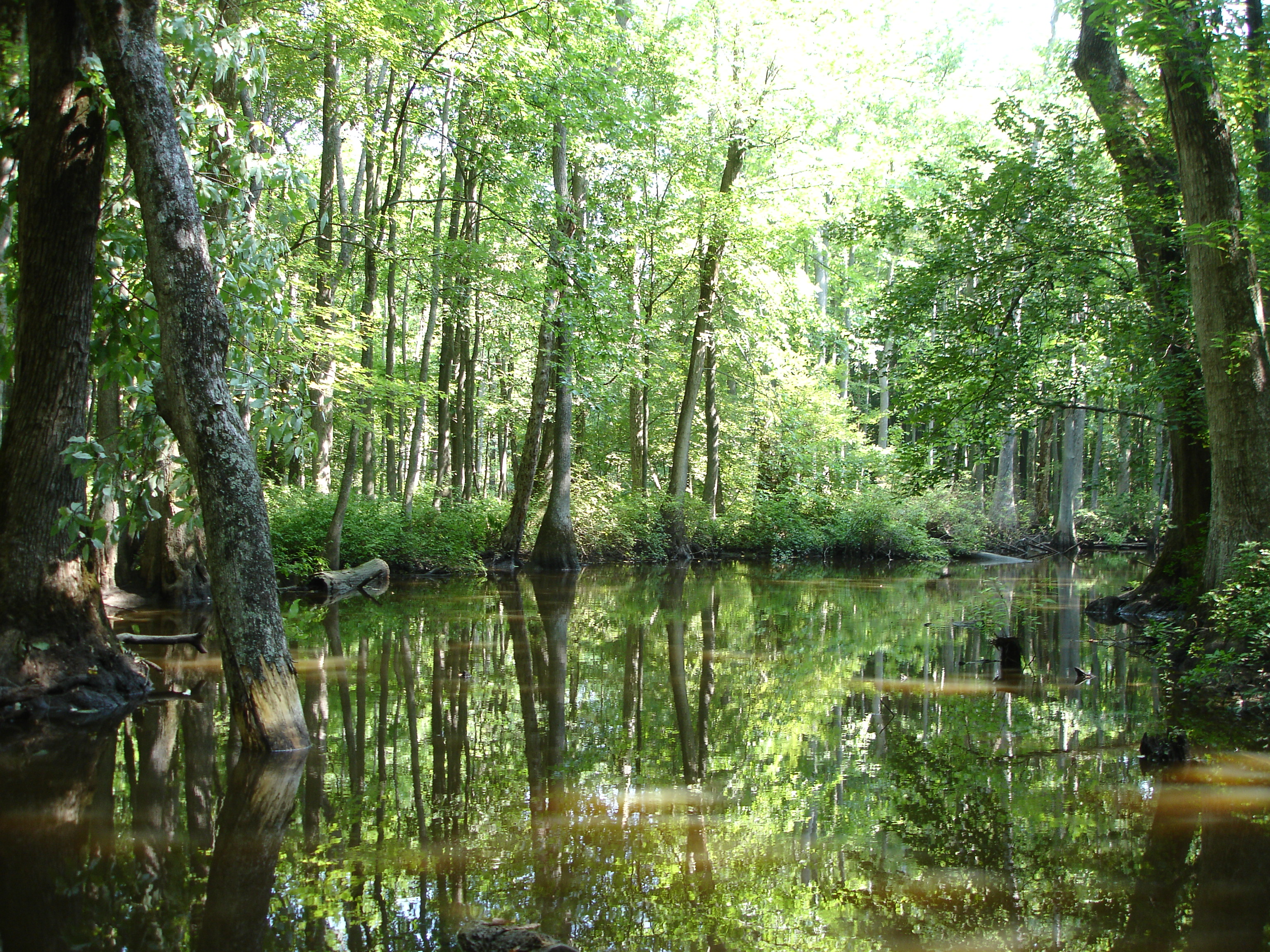
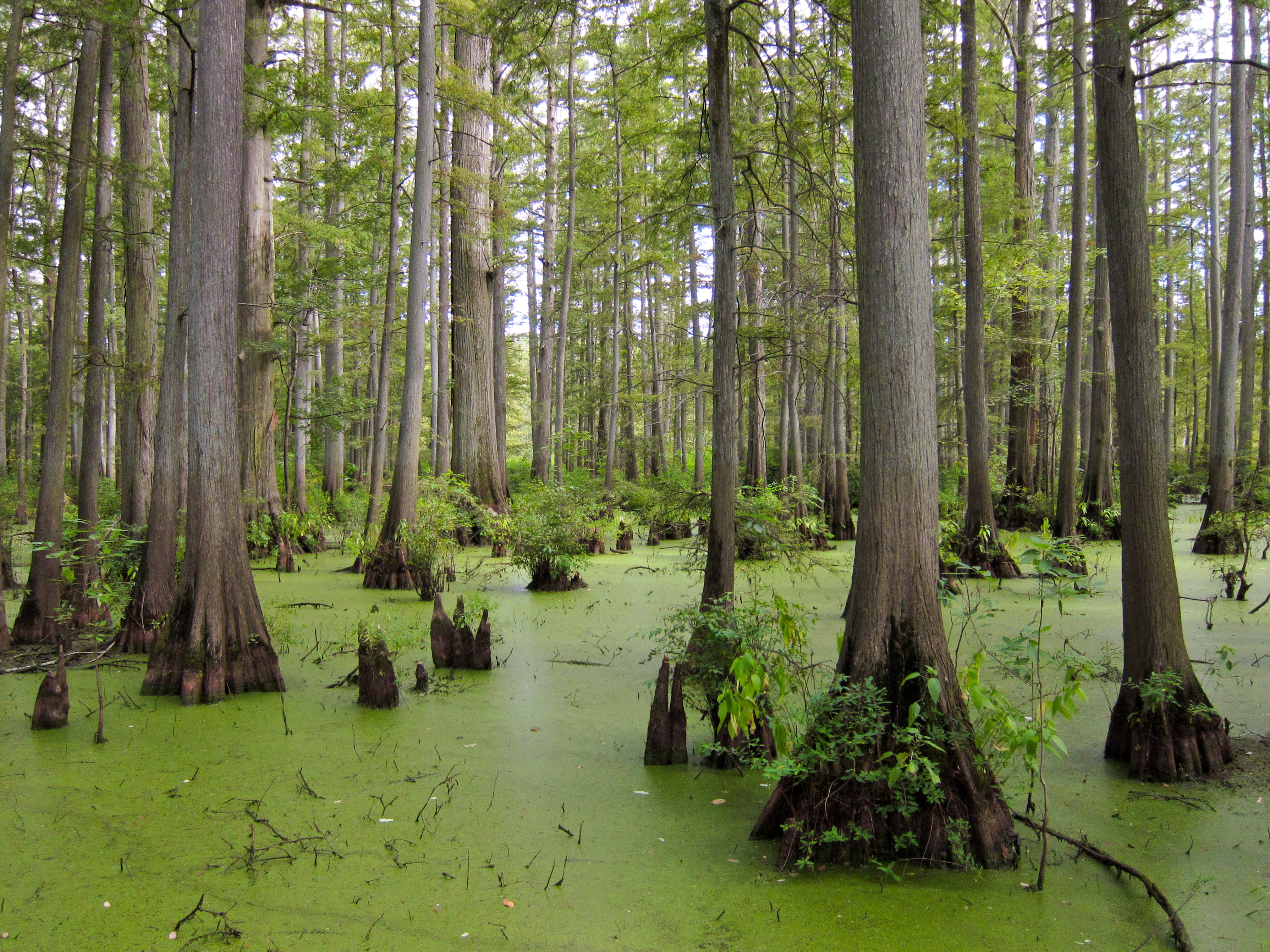